# Matthew Forgues
Matthew Forgues (Boothbay, 17 aprile 1992) è un marciatore statunitense.

## Biografia
È nato il 17 aprile 1992 a Boothbay, nel Maine. I suoi genitori sono Linda and Michael Forgues. Ha una sorella maggiore di nome Lauren, anche lei è marciatrice. Ha iniziato a correre all'età di sette anni.
È apertamente omosessuale ed ha sposato Manuel Martinez.
Ha frequentato la Boothbay Region High School. Ha conseguito una laurea in psicologia presso il Goucher College nel 2014. Mentre era al Goucher, Forgues ha studiato all'estero a Santiago del Cile, dove ha corso alla Maratona di Santiago.

## Palmarès
| Anno | Manifestazione      | Sede          | Evento         | Risultato | Prestazione | Note |
| ---- | ------------------- | ------------- | -------------- | --------- | ----------- | ---- |
| 2009 | Panamericani U20    | Port of Spain | Marcia 10000 m | 9º        | 48'42"58    |      |
| 2019 | Giochi panamericani | Lima          | Marcia 20 km   | 5º        | 4h19'28"    |      |

## Campionati nazionali
- 1 volta campione nazionale assoluto della marcia 50 km (2019)

2015
- 5º ai campionati statunitensi ( San Diego), marcia 50 km - 5h04'23"

2016
- 4º ai campionati statunitensi ( Santee), marcia 50 km - 4h33'59

2017
- Bronzo ai campionati statunitensi ( Santee), marcia 50 km - 4h31'40"

2018
- Argento ai campionati statunitensi ( Santee), marcia 50 km - 4h23'22"

2019
- Oro ai campionati statunitensi ( Santee), marcia 50 km - 4h27'28"
- 5º ai campionati statunitensi ( Tustin), marcia 20 km - 1h33'04"

2020
- Argento ai campionati statunitensi ( Santee), marcia 50 km - 4h14'44"

## Altre competizioni internazionali
2008
- 47º in Coppa del mondo di marcia ( Čeboksary), marcia 10 km - 47'46"

2013
- 13º in Coppa panamericana di marcia ( El Salvador), marcia 10 km - 50'10"

2016
- 97º ai Mondiali a squadre di marcia ( Roma), marcia 20 km - 1h35'42"

2017
- 11º in Coppa panamericana di marcia ( Lima), marcia 50 km - 4h29'14"

2018
- 46º ai Mondiali a squadre di marcia ( Taicang), marcia 50 km - 4h18'17"

2019
- 13º in Coppa panamericana di marcia ( Lázaro Cárdenas), marcia 50 km - 4h15'22"